# Chlorita arenicola
Chlorita arenicola är en insektsart som beskrevs av Aleksey A. Zachvatkin 1946. Chlorita arenicola ingår i släktet Chlorita och familjen dvärgstritar. Inga underarter finns listade i Catalogue of Life.